# Hugh B. Cott
Hugh Bamford Cott (* 6. Juli 1900 in Ashby Magna, Leicestershire; † 18. April 1987 in Stoke Abbott, Dorset) war ein britischer Zoologe. Er war ein Experte für natürliche und militärische Tarnung sowie ein wissenschaftlicher Illustrator und Fotograf. Viele seiner Feldstudien fanden in Afrika statt, wo er sich besonders für das Nilkrokodil interessierte sowie für die Entwicklung von Muster und Farbe bei Tieren. Während des Zweiten Weltkriegs arbeitete Cott als Tarnungsexperte für die britische Armee und trug dazu bei, die Tarnungspolitik des Kriegsministeriums zu beeinflussen. Sein Buch Adaptive Coloration in Animals (1940), das bei Soldaten beliebt ist, war ein wichtiges Lehrbuch zur Tarnung in der Zoologie des 20. Jahrhunderts. Nach dem Krieg wurde er Fellow des Selwyn College (Cambridge). Als Fellow der Zoological Society of London unternahm er Expeditionen nach Afrika und ins Amazonasgebiet, um Exemplare zu sammeln, hauptsächlich Reptilien und Amphibien.

## Leben und Werk

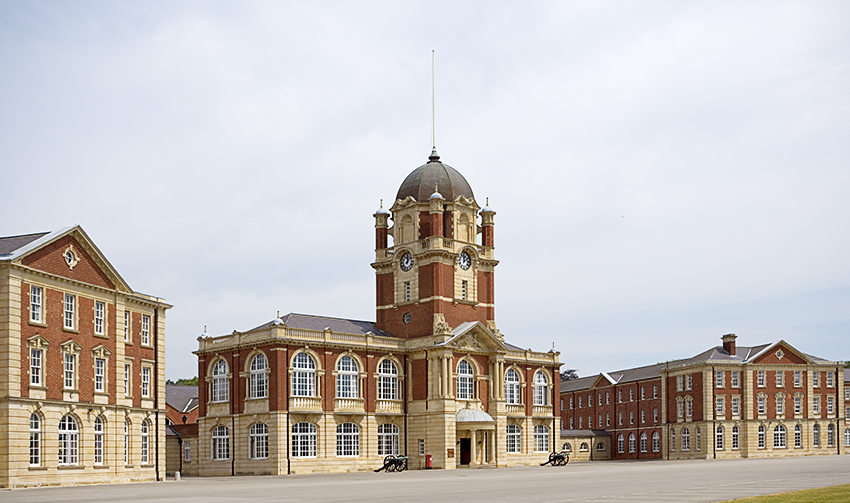
Royal Military College in Sandhurst

Cott wurde am 6. Juli 1900 in Ashby Magna, Leicestershire, England, geboren. Sein Vater war dort Rektor. Er selbst besuchte die Rugby School; 1919 absolvierte er das Royal Military College in Sandhurst und wurde in das Leicestershire Regiment aufgenommen. Zwischen 1922 und 1925 studierte er am Selwyn College in Cambridge.
Ursprünglich wollte Cott Theologie studieren, aber nach seinem ersten Jahr ging er auf eine Universitätsexpedition nach Südamerika, wo er 1923 in Ostbrasilien unter der Leitung des Entomologen Francis Balfour-Browne studierte. Fasziniert von Naturgeschichte begann er nach seiner Rückkehr Zoologie zu studieren. Anschließend unternahm er eine Expedition zum unteren Amazonasbecken (1925–1926) und in das Gebiet des Sambesi in Afrika (1927), darunter Mosambik, Sambia und Ostafrika sowie Lanzarote (1930). 